# Sylvania (Alabama)
Sylvania é uma cidade  localizada no estado americano de Alabama, no Condado de DeKalb.

## Demografia
Segundo o censo americano de 2000, a sua população era de 1186 habitantes.
Em 2006, foi estimada uma população de 1257, um aumento de 71 (6.0%).

## Geografia
De acordo com o United States Census Bureau, a localidade tem uma área de 19,3 km², dos quais 19,0 km² cobertos por terra e 0,3 km² cobertos por água. Sylvania localiza-se a aproximadamente 399 m acima do nível do mar.

## Localidades na vizinhança
O diagrama seguinte representa as localidades num raio de 16 km ao redor de Sylvania.